# بندیکت وانگ
بندیکت وانگ (انگلیسی: Benedict Wong؛ زادهٔ ۳ ژوئیهٔ ۱۹۷۱) بازیگر و کمدین اهل بریتانیا است. وی از سال ۱۹۹۲ میلادی تاکنون مشغول فعالیت بوده‌است.
از فیلم‌ها یا برنامه‌های تلویزیونی که وی در آن نقش داشته است، می‌توان به ماه، چیزهای زیبای کثیف، وضعیت فعلی، پرومتئوس، آفتاب، شانگهای، بانو، جاسوس‌بازی، مارکو پولو، مگس‌مرغ، دکتر استرنج،دکتر استرنج در چند جهانی دیوانگی ، کیک-اس ۲ و مریخی اشاره کرد.